# Renče-Vogrsko
Renče-Vogrsko (Italiaans: Ranziano-Voghersca) is een gemeente in de Sloveense regio Goriška en telt 4135 inwoners (2006).

## Plaatsen in de gemeente
Bukovica, Dombrava, Oševljek, Renče, Vogrsko, Volčja Draga
Ajdovščina · Bovec · Brda · Cerkno · Idrija · Kanal ob Soči · Kobarid · Miren-Kostanjevica · Nova Gorica · Renče-Vogrsko · Šempeter-Vrtojba · Tolmin · Vipava
1. ↑  "Prebivalstvo po starosti in spolu, občine, Slovenija, polletno". Statistični urad Republike Slovenije. Geraadpleegd op 18 april 2021.